# Zealachertus bildiri
Zealachertus bildiri är en stekelart som beskrevs av Berry 1999. Zealachertus bildiri ingår i släktet Zealachertus och familjen finglanssteklar. Inga underarter finns listade i Catalogue of Life.